# Babetida Sadjo
Babetida Sadjo (1983-presente), é uma actriz belga de origem guineense. Ganhou o Prémio de Melhor Actriz Secundária, nos Prémios Ensors pelo seu papel no filme Land do realizador belga Pieter Van Hees em 2021 foi considerada uma das personalidades negras mais influentes pela revista Bantumen.

## Percurso
Babetida Sadjo nasceu no dia 19 de Setembro de 1983, na pequena cidade de Bafatá na Guiné Bissau, onde viveu até aos 12 anos, altura em que imigra com a família para Hanói no Vietname onde frequentará durante 4 anos o Liceu Francês Alexandre-Yersin. Lá aprendera não só a falar francês como descobrirá o teatro.
Em 1999 fez parte do elenco da peça "La Soupe de poissons aux olives", encenada num café francês.
De seguida ela irá morar em Liége na Bélgica e terminará os seus estudos secundários e continuará a estudar teatro no Centro Antoine Vitez.
Em 2003, parte para Bruxelas onde frequenta o Conservatório Real de Bruxelas e obterá o seu diploma em Arte Dramática em 2007.
Versátil, ela trabalha em televisão tendo interpretado a personagem Desirée na série belga "Esprits de famille".
É com o filme Waste Land, no papel de Aysha ao lado de Jérémie Renier que ganhará reconhecimento internacional e obterá o prémio de Melhor Actriz Secundária no festival de cinema de Ostende em 2015.
De seguida, em 2018, participa no filme "The Paradise Suite" de Joost van Ginkel, mas é com "And Breathe Normally" de Ísold Uggadóttir, no papel de Adja, uma jovem clandestina recém chegada à Islândia que ela começa a sua carreira internacional. O filme ganha o prémio de melhor filme estrangeiro no Festival Sundance de Cinema.
No mesmo ano, foi membro do júri no Festival Internacional de Cinema Policial de Liége.
Em 2020 interpretou Laura uma auxiliar de enfermagem, na série belga “Into the nigth" produzida pela NETFLIX.

## Teatro
É com Hélène Theunissen sua professora no conservatório de Bruxelas que Babetida ganha gosto pelos textos do teatro. É ela a encenadora da peça Le Masque du dragon do escritor Philippe Blasband sobre o lugar dos refugiados políticos na sociedade, na qual Babetida desempenhará um dos principais papeis em 2011.
Em 2010, sobe ao palco com a peça  L’Initiatrice escrita a pedido dela por Pietro Pizzuti e encenada por Guy Theunissen , sobre a excisão feminina e na qual ela interpreta Adama, uma jovem mulher que procura proteger a irmã.
Integra em 2015, o elenco da peça Terre Noir do autor italiano Stefano Massini, encenada por Irina Brook, produzida pelo Teatro Nacional de Nice.
Volta a trabalhar com Hélène em 2016, que encena a peça escrita por Babita sobre o seu pai ausente e à qual deu o título de Les Murs Murmurent (As paredes murmuram).

## Filmografia
- 2009 - Protéger et Servir by Éric Lavaine, interpretou a recepcionista do hospital[19]
- 2012 - Ombline de Stéphane Cazes, interpretou a supervisora Elsa[20]
- 2013 - 9 Month Stretch de Albert Dupontel, interpretou a vitima no tanque[21]
- 2014 - Waste Land de Pieter Van Hees, interpretou Aysha Tshimanga[22]
- 2015 - The Paradise Suite de Joost van Ginkel, interpretou Angele[23]
- 2017 - And Breathe Normally  de Ísold Uggadóttir, interpretou Adja, uma jovem clandestina[24]
- 2020 - AYAAN (curta) de Alies Sluiter, interpretou Ayaan uma refugiada[25][26]

## Prémios e Nomeações
Prémios
- 2015 - Ensors (Prémios para Cinema Flamengos): Prémio de Melhor Actriz secundária pelo seu papel em Waste Land do realizador belga Pieter Van Hees[27][2][5][28][29]

Nomeações
- 2016 - Magritte Award: nomeada para o prémio Magritte de Melhor Actriz Secundária pelo seu papel em Waste Land[30][31]

Participou no filme "The Paradise Suite", seleccionado para representar a Holanda nos Óscares (EUA).
Em 2021 e 2022, Sadjo foi uma das personalidades nomeadas na Bantumen Powerlist 100, como uma das personalidades negras mais influentes da lusofonia. 